# Манцинелловое дерево
Манцинелловое дерево, или манцинелла, известное также как манзинилла и маншинелла (лат. Hippomane mancinella) — вид деревьев семейства Молочайные. Растение получило широкую известность из-за ядовитого млечного сока, содержащегося во всех его частях, в том числе в плодах. Манцинелловое дерево — одно из самых ядовитых деревьев на планете. Содержит токсин форбол.

## История
В 1553 году манцинелла впервые упоминается в литературе — в книге «Хроника Перу» Педро Сьесы де Леона:

Поскольку столь известно во всех краях это ядовитое зелье, имеющиеся у индейцев Санта Марты и Картахены, мне кажется [разумным] сообщить его состав. Он таков: это зелье состоит из многих вещей. Я старался узнать и выведать основные из них в провинции Картахена в селении на побережье, называемом Баайре (Bahayre), от одного касика, или их господина, по имени Макурис, показавшего мне несколько измельчённых корней, с неприятным запахом, с бурым оттенком. Он сказал мне, что с побережья моря около деревьев, которые мы называем манцинелла, они выкапывали землю и из корней этого смертоносного дерева добывали их, [потом] сжигали в глиняных кастрюлях и делали из них пасту; они искали нескольких муравьев, величиной с испанского жука, злощастнейших и очень вредных, один их укус человека создаёт у него волдырь и причиняет ему такую большую боль, что почти лишает его чувств. Так случилось и со мной, когда я шёл в походе с лиценциатом Хуаном де Вадильо, отыскивая проход к реке, Ногэроль [Noguerol] и я, когда мы поджидали отставших солдат, а поскольку он шёл в самом конце группы в той войне, когда и его укусил один из тех муравьёв, что я назвал, и причинил ему такую сильную боль, что он лишился чувств и у него вздулась большая часть ноги, а ещё ему досталось три или четыре приступа лихорадки сильной боли до тех пор, пока яд не закончил своё действие. Также они искали для изготовления этого дурмана несколько очень больших пауков и тайно также кидали в него несколько червей с длинными, тонкими волосами, величиной со средний палец, из тех, что я не смог бы забыть, потому что, когда я охранял одну реку в горах, называемых Абибе, внизу под ветвью дерева, где я находился, один из этих червей укусил меня в шею, и я провёл самую болезненную и многострадальную ночь в своей жизни. Изготовляли они его [зелье] также из крыльев летучей мыши, головы и хвоста маленькой рыбки, которая водится в море, под названием рыба «тамбориль», очень ядовитой; из жаб и змеиных хвостов и нескольких яблочек, похожих и цветом, и запахом на испанские.— Сьеса де Леон, Педро. Хроника Перу. Часть Первая. Глава VII.

## Распространение

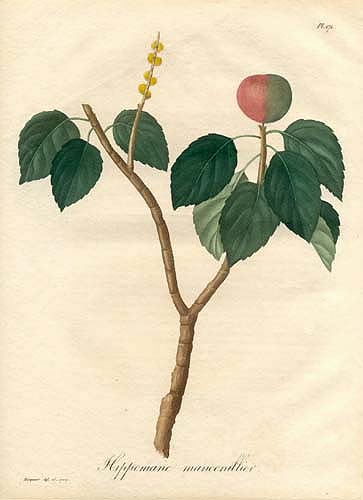
Hippomane mancinella. Ботаническая иллюстрация из книги Джозефа Рока Phytographie Medicale. Художник M. Hocquart. Париж, 1921

Растение распространено в Центральной Америке и на островах Карибского моря. Северная граница ареала вида — Флорида, южная граница — Колумбия и Венесуэла.

## Биологическое описание
Манцинелловое дерево может вырастать до 15 м в высоту. Кора дерева сероватая. Листья глянцевые. Цветки маленькие зеленоватые. Плоды по внешнему виду напоминают яблоки; имеют зелёную или зеленовато-жёлтую окраску.